# Myszkowski-Kapelle
Die Myszkowski-Kapelle (polnisch Kaplica Myszkowskich) ist eine der Kapellen, die die Krakauer Dominikanerbasilika umgeben. Sie befindet sich nördlich des Hauptschiffs und wurde als Grabkirche für den Marschall der Krone Zygmunt Gonzaga Myszkowski gebaut.

## Geschichte
An der Stelle der Kapelle stand ursprünglich eine gotische Kapelle, die ebenfalls als Grablege für die Familie Myszkowski diente. Zygmunt Gonzaga Myszkowski ließ sie im Stil der Spätrenaissance und des Frühbarocks von Santi Gucci umbauen. Vollendet wurde sie dann von den Schülern Guccis. 1850 wurden die Basilika und die Kapelle als Folge eines Stadtbrands in Mitleidenschaft gezogen. 1910 wurden sie restauriert.

## Krypta
In der Kapelle wurden nacheinander bestattet:
- Piotr Myszkowski, Bischof
- Aleksander Myszkowski, Kastellan
- Piotr Myszkowski, Woiwode
- Jan Myszkowski
- Zygmunt Gonzaga Myszkowski, Marschall der Krone

## Quelle
- Andrzej Fischinger, Kaplica Myszkowskich w Krakowie, Zakład Narodowy im. Ossolińskich, Rocznik Krakowski, zeszyt 3, tom XXXIII,1956